# Aeropuerto Internacional de Taiyuan-Wusu
El Aeropuerto Internacional de Taiyuan Wusu (en chino tradicional, 太原 武 宿 国际 机场; en chino simplificado, 太原 武 宿 国际 机场; pinyin, Taiyuan Wǔsù Guoji Jīchǎng) es un aeropuerto de Taiyuan, Shanxi, República Popular China TYN | ZBYN. Es el aeropuerto más grande de la provincia de Shanxi y está situado a unos 15 kilómetros (9,3 millas) al sureste del centro de Taiyuan.
Construido en 1939, se ha convertido en uno de los aeropuerto con más tráfico y más importante de la provincia de Shanxi, con conexión a las principales ciudades de China. Desde marzo de 2006, el aeropuerto ha experimentado una fase de expansión con una nueva terminal con un costo de CNY 1570 millones y es capaz de servir a 6 millones de pasajeros al año. La construcción fue terminada a finales de 2007. Durante los Juegos Olímpicos de Pekín 2008, sirvió como un aeropuerto complementario al Aeropuerto Internacional Capital.
El aeropuerto es foco para tanto China Eastern Airlines y Hainan Airlines. En cuanto a 2010, el Aeropuerto Internacional de Taiyuan Wusu fue el aeropuerto de los aeropuertos más ocupados de China por tráfico de pasajeros y el 30 de mayor actividad en los aeropuerto de la República Popular China, con 5.252.783 pasajeros.

## Aerolíneas y destinos
'Nota:' Los vuelos hacia y desde Hong Kong son tratados como vuelos internacionales.
| Aerolíneas                | Destinos |
| ------------------------- | --- |
| Air China                 | Beijing-Capital, Chengdu |
| Air Macau                 | Macau |
| Asiana Airlines           | Seoul-Incheon |
| Beijing Capital Airlines  | Guilin, Haikou |
| China Eastern Airlines    | Beijing-Capital, Changzhi, Chengdu, Chongqing, Dalian, Datong, Fuzhou, Guangzhou, Hangzhou, Jieyang, Kunming, Nanchang, Nanjing, Nanning, Qingdao, Shanghai-Hongqiao, Shanghai-Pudong, Shenzhen, Wenzhou, Wuhan, Xiamen, Xi'an, Yuncheng |
| China Eastern Airlines    | Hong Kong, Taipei-Taoyuan |
| China Southern Airlines   | Changchun, Changsha, Dalian, Guangzhou, Guilin, Harbin, Hohhot [begins ], Nanning, Qingdao, Sanya, Shenyang, Shenzhen, Urumqi, Wuhan, Xi'an                                                                                              |
| Far Eastern Air Transport | Kaohsiung, Taipei-Songshan |
| Hainan Airlines           | Changsha, Changzhou, Dalian, Fuzhou, Guangzhou, Guiyang, Haikou, Hangzhou, Harbin, Hefei, Nanjing, Qingdao, Sanya, Shanghai-Hongqiao, Shenzhen, Urumqi, Xiamen, Xi'an, Xining, Yuncheng                                                  |
| Hainan Airlines           | Singapur |
| Joy Air                   | Baotou, Hefei, Yinchuan, Yulin, Zhengzhou |
| Juneyao Airlines          | Hangzhou, Shanghai-Hongqiao |
| Kunming Airlines          | Kunming |
| Lucky Air                 | Hohhot, Kunming |
| Shandong Airlines         | Jinan, Lanzhou, Nanjing, Ordos, Qingdao, Urumqi, Xiamen, Xi'an, Yantai, Yinchuan |
| Shanghai Airlines         | Shanghai-Hongqiao |
| Shenzhen Airlines         | Hailar, Kunming, Nanjing, Shenyang, Shenzhen, Urumqi, Xi'an |
| Sichuan Airlines          | Chengdu, Chongqing, Hangzhou, Harbin, Sanya, Shenyang |
| Tianjin Airlines          | Guiyang, Hohhot, Jinan, Lanzhou, Nanchang, Nanning, Ningbo, Ordos, Tianjin, Weihai, Yinchuan |
| West Air (China)          | Chongqing |
| Xiamen Airlines           | Changsha, Datong [begins ], Fuzhou, Hangzhou, Hefei, Xiamen |

## Estadísticas
Ver fuente y consulta Wikidata.
- Datos: Q2361055
- Multimedia: Taiyuan Wusu International Airport / Q2361055